# Bukombe
Bukombe è una circoscrizione rurale (rural ward) della Tanzania situata nel distretto di Bukombe, regione di Geita. Conta una popolazione di 11 706 abitanti (censimento 2012).